# Matteo Carcassi

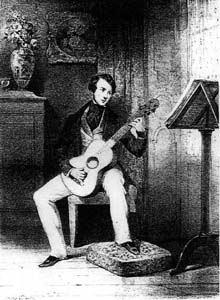
Matteo Carcassi

Matteo Carcassi (Florence, 1792 - 1853) was een Italiaans gitarist,(en ook pianist) die in zijn tijd vermaardheid verwierf als concertgitarist en transcripties componeerde van populaire opera-aria's.
Hij oogstte succes in Duitsland en in Londen, maar bracht het grootste gedeelte van zijn leven door in Parijs, waar hij piano- en gitaarlessen gaf. Hij ging bijna jaarlijks op tournee door Europa tot ongeveer 1840. Hij overleed in Parijs in 1853.

## 25 Etudes Opus 60
Zijn meest bekende composities zijn zijn 25 Etudes op.60, muziek die nog steeds door klassieke gitaristen wordt gespeeld. Een set van 25 Etudes in verschillende toonsoorten en met verschillende technische uitgangspunten gecomponeerd voor gitaar. Deze etudes worden veelvuldig gebruikt door docenten om hun leerlingen voor te bereiden op een studie aan het conservatorium. De werken zijn qua niveau hoogstens geschikt voor eerstejaars conservatorium studenten maar in ieder geval geschikt voor het toelatingsexamen.
1. -C- Toonladderspel dus wisselslag en synchronisatie links-rechts, legato, linkerhand-Sprongen
2. -a- Rechterhand-klassiek arpeggio + repeterende noten
3. -A- Rechterhand-klassiek arpeggio met voorhoudingen, linkerhand-enkele vingers staan stil, anderen bewegen
4. -D- Linkerhand-bindingen
5. -G- Van alles en nog wat, vingerzettingen die goed in elkaar overlopen
6. -C- Duim van de rechterhand, legato
7. -a- Rechterhand-allerlei patronen, linkerhand-sprongen en bindingen
8. -E- Linkerhand-bindingen vanuit grepen
9. -A- Linkerhand-bindingen en korte toonladderfiguren. Frasering-juiste accenten
10. -D- Linkerhand-bindingen vanuit grepen, in dit geval tertsen
11. -d- Het spelen van rusten. Synchronisatie links en rechts. Lijntjes als melodie spelen, en niet dingen onnodig door elkaar heen laten klinken
12. -D- Rechterhand-patroon, linkerhand-wisselen van grepen zonder bijgeluiden of pauzes
13. -A- Rechterhand-repeterende noten zonder aanslag bijgeluiden, soepele vingerzetting rechts
14. -D- Toonladderspel, wisselslag en synchronisatie links-rechts
15. -C- Grepen met wisselnoten, sprongen
16. -F- Differentiatie melodie en begeleiding
17. -a- Octavenspel, rechterhand-patronen
18. -A- Sprongen tussen loopjes
19. -e- Rechterhand arpeggi
20. -A- Drieklank arpeggi, dus veel positiewisselingen
21. -A- Dosering van melodie t.o.v begeleiding, frasering
22. -C- Bindingen, loopjes, patronen voor de rechterhand. Synchronisatie en legato-spel
23. -A- Bindingen, loopjes in combinatie met bassen
24. -E- Zangerige melodie en begeleiding. Frasering, sfeer
25. -A- Patronen rechts, akkoord arpeggi, Toonladder fragmenten etc.